# اودیسه (مینی‌سریال ۱۹۶۸)
اودیسه (ایتالیایی: L'Odissea) یک مینی سریال تلویزیونی اروپایی هشت قسمتی است که در سال ۱۹۶۸ از رای (تلویزیون دولتی ایتالیا) پخش شد و بر اساس ادیسه هومر ساخته شد.